# Ann Driscoll
Ann "Annie" Driscoll (Saint Paul, 30 augustus 1978) is een schaatsster uit de Verenigde Staten. Ze vertegenwoordigde haar vaderland op de Olympische Winterspelen 2002 in Salt Lake City.

## Resultaten

### Olympische Winterspelen
| Jaar | Plaats         | Resultaten            |
| ---- | -------------- | --------------------- |
| 2002 | Salt Lake City | 21e 3000 m 14e 5000 m |

### Wereldkampioenschappen
| Jaar                         | Plaats                   | Resultaten              |
| ---------------------------- | ------------------------ | ----------------------- |
| 2001 Afstanden 2001 Allround | Salt Lake City Boedapest | 22e 3000 m 22e Allround |
| 2002 Allround                | Heerenveen               | 14e Allround            |

### Wereldbeker
| Seizoen   | 500 m | 1000 m | 1500 m | 3000 m & 5000 m |
| --------- | ----- | ------ | ------ | --------------- |
| 1999/2000 | -     | -      | 40e    | 38e             |
| 2000/2001 | -     | 43e    | 39e    | 32e             |
| 2001/2002 | 54e   | 49e    | -      | -               |
| 2002/2003 | 52e   | -      | -      | -               |

### USA kampioenschappen
| Jaar | Sprint | Allround |
| ---- | ------ | -------- |
| 2001 | 29e    | Goud     |
| 2003 | 5e     | 12e      |

## Persoonlijke records
| Afstand    | Tijd    | Datum            | Baan           |
| ---------- | ------- | ---------------- | -------------- |
| 100 meter  | 14,81   | 7 februari 1987  | Winnipeg       |
| 500 meter  | 39,69   | 3 februari 2002  | Salt Lake City |
| 1000 meter | 1.18,31 | 21 december 2001 | Salt Lake City |
| 1500 meter | 1.59,50 | 19 december 2001 | Salt Lake City |
| 3000 meter | 4.14,73 | 2 maart 2001     | Calgary        |
| 5000 meter | 7.35,23 | 9 februari 2002  | Salt Lake City |